# Kopparbergs äng
Kopparbergs äng är ett naturreservat i Askersunds kommun i Örebro län.
Området är naturskyddat sedan 2006 och är 14 hektar stort. Reservatet ligger söder om Hjärtasjön och består av tidigare  ängs- och åkermark nu bevuxen med ädellövträd.